# ديفيد فيشر (لاعب بولينغ)
ديفيد فيشر (بالإنجليزية: David Fisher) هو لاعب بولينغ بريطاني، ولد في 24 فبراير 1956 في إزرلون في ألمانيا.